# ターフィー
ターフィー（ラテン文字表記：Turfy）は、日本中央競馬会（JRA）のイメージキャラクター。本項では、初代と2代目のターフィー☆50について解説する。

## 初代
1989年から2003年まで採用。アメリカ合衆国・元ディズニーのデザイナー、C・ロバート・ムーア（ボブ・ムーア）による製作（ほかの作品にホーマーホーク・イーグルサムなど）。愛称は一般公募され、集まった20,822通、約7,700の名称のなかから、1989年9月に「ターフィー」と決定した。

## 2代目
株式会社サンリオとの共同企画により製作。キャラクターデザインはハンギョドンやバッドばつ丸などを手がけた井上・ヒサトによる製作。2004年に日本中央競馬会が発足50周年を迎えるにあたり、従来のターフィーと交代する形でお披露目となった。2003年の最終開催日である12月28日（有馬記念当日）には、中山競馬場・中京競馬場・阪神競馬場の3場で先代ターフィーとの「引継式」も行われた。
登場当初は、先代と区別するために「ターフィー☆50」（ターフィーゴーマル）の名が使用されていたが、2006年からは「☆」以下を省いた現在のキャラクター名に変更されている。着ぐるみの胸部分に描かれている文字も同様に「TURFY」のみに変更された。
先代のターフィーは騎手を模した服装であったが、2代目は基本的に黄緑色のTシャツ一枚である。イラストやグッズでは騎手の格好をしたり、タキシード姿も描かれている。額にある白斑は「☆」印をかたどったものになっている。
関連グッズはおもに各競馬場・場外勝馬投票券発売所（ウインズ）内のコーナーで販売されている。ハローキティのキティ・ホワイトと共演したグッズも存在する。
2006年10月に応援馬券の発売が導入された際には、期間限定として馬券の背景にターフィーの柄が印刷されていた（通常時は日本中央競馬会のロゴマークだけが印刷されている）。
また、全国10競馬場ごとのイメージに扮した「ご当地ターフィー」がある。2018年にはウインズの所在地のイメージに扮した「ご当地ターフィー」が誕生し、人気投票コンテストも行われた。
かつての声優は川上とも子。川上の死去後の後任は2016年現在も未決定である。
『いちご新聞』の読者投票企画「サンリオキャラクター大賞」にも参戦しており、初参戦の「サンリオキャラクター大賞2013」では6位の好成績を収めている。なお、サンリオキャラクター大賞の特別企画である「これやります宣言」で、「10位以内なら競馬場にターフィーシートを作ってGIレースにみんなを招待をさせる」と宣言していたが、見事10位以内にランクされたため、その公約は実施されることとなった。
サンリオキャラクター大賞の2014年以降の総合順位では2014年は20位以下（Cグループ5位、1stステージ敗退）、2015年は21位2016年は25位（なでる投票25位）、2017年は40位である。2018年以降より「ターフィー」はサンリオキャラクター大賞には参戦していない。

### 設定
※この設定は2004年当時のもの。
- 名前 - ターフィー☆50 (Turfy50)
- 性別 - 牡
- 年齢 - 永遠の3歳馬
- 誕生日 - 9月16日生まれ[16]
- 血液型 - ヴィクトリーのV[3]
- 毛色 - 栃栗毛
- 脚質 - 追い込み
- 好きな音楽 - GIファンファーレ[3]
- 好きな食べ物 - ニンジンとりんごのポワレ[3]
- 趣味 - ガーデニング[3]
- 特技 - 早寝早起き[3]

父は「ターフィーパパ」、母は「ターフィーママ」。また、「ポニータ」という名のガールフレンドがいる。

## 電車
- 京阪電気鉄道の京阪本線でかつて運行された臨時列車「淀快速ターフィー号」のヘッドマークに初代ターフィーが使われていた。列車の詳細は京阪9000系電車を参照。
- 函館市電には2代目ターフィーをラッピングした「ターフィー号」が運行されていた[17]。車両については函館市交通局3000形電車を参照。
- 2024年春のダイヤ改正により、札幌競馬場最寄り駅の桑園駅に快速エアポートが停車するようになったことを受け、「快速エアポートターフィー」が誕生した[18]。